# Gibocercus magnus
Gibocercus magnus är en insektsart som beskrevs av Ross 2001. Gibocercus magnus ingår i släktet Gibocercus och familjen Archembiidae.
Artens utbredningsområde är Bolivia. Inga underarter finns listade i Catalogue of Life.